# NGC 2400
NGC 2400 est un groupe de trois étoiles situé dans la constellation du Petit Chien. L'astronome américain George Phillips Bond a enregistré la position de ces étoiles le 26 février 1853.